# عمر عبد الرازق
عمر عبد الرازق (1958 في سلفيت - ) أستاذ وباحث في قسم الاقتصاد في جامعة النجاح الوطنية وأحد مرشحي كتلة التغيير والإصلاح. اعتقلته سلطات الاحتلال عدة مرات نتيجة توليه منصب وزير المالية الفلسطيني في الحكومة العاشرة الفلسطينية عام 2006. اعتقل في يونيو 2006  وأفرج عنه في عام 2008.

## نشأته وتحصيله العلمي
ولد الدكتور عبد الرازق في سلفيت سنة 1958 ونشأ في مجتمع ريفي وأكمل تعليمه في مدارس سلفيت للبنين. حصل على شهادة الدكتوراه في مايو 1986 من جامعة آيوا في الولايات المتحدة وتخصص في الاقتصاد الرياضي (النظرية الكلية)،أمّا التخصّص الفرعي فهو اقتصاد دولي.[بحاجة لمصدر]
حصل عبد الرازق على عددٍ من الجوائز ودرجات الشرف كجائزة عبد الحميد شومان للعلماء الشبان العرب في العلوم الاجتماعية لعام 1991 وعلى منحة التفوّق العلمي وحاصل على درجة شرف في امتحان التخصص الرئيس للدكتورة ودرجة الشرف من الرتبة الثانية البكالوريوس 1982، وعلى عضوية جمعية التميّز وعلى جائزة علماء نوكس.[بحاجة لمصدر]